# PSfrag
PSfrag es un paquete de LaTeX que permite superponer figuras PostScript encapsulado (EPS) con construcciones arbitrarias de LaTeX, apropiadamente alineadas, escaladas, y rotadas. El usuario tiene para poner una etiqueta de texto en el archivo EPS y la construcción LaTeX correspondiente al archivo LaTeX que incluirá el archivo EPS. PSfrag remueve la etiqueta y la reemplaza por la construcción LaTeX.
Los autores de PSfrag son Craig Barratt, Michael Grant y David Carlisle.

## Forma de uso
Un ejemplo de uso es insertando un simple texto a un archivo EPS.
```
\psfrag
{
tag
}
[position][psposition][scale][rotation]
{
LaTeX construction
}

```